# Хенрик Вергелан
Хенрик Вергелан (на норвежки: Henrik Arnold Wergeland) (17 юни 1808 – 12 юли 1845) е сред най-големите норвежки писатели и журналисти.
Той оглавява Радикалната национална партия. Дейно участва в борбата на норвежкия народ за национална независимост и култура. Пише фарсове на актуални теми. Влияе върху творчеството на Бьорнстерне Бьорнсон и Хенрик Ибсен.
Вергелан е допринесъл много, за да образова масите – организира обществени библиотеки, произвежда брошури и листовки, публикува вестници.

## Творчество
- „Свят, човек и месия“ – лирическа драма, наричана от съвременниците му „библия на републиканеца“ – 1830 г.